# عبد الله الحوراني
عبد الله الحوراني (أبو منيف) (1924 - 29 نوفمبر 2010) مثقف وسياسي وإعلامي فلسطيني قومي عربي، من المسمية في قضاء غزة.
عبد الله الحوراني من قيادة البعث في قطاع غزة في الخمسينيات، إلى قائد لدفة الإعلام المرئي والمسموع في سورية، إلى مسؤول دائرة الثقافة في منظمة التحرير الفلسطينية، إلى عضو في المجلس التشريعي الفلسطيني.
كان عضواً في اللجنة التنفيذية لمنظمة التحرير الفلسطينية لأكثر من دورة، وعضو المجلس الوطني الفلسطيني و المجلس المركزي لحركة فتح، وكان يمثل أحد مرجعيات التيار القومي في فلسطين.
عندما وقّعت قيادة المنظمة اتفاق أوسلو عام 1993، قرر الرجل الاستقالة من عضوية اللجنة التنفيذية للمنظمة، حتى لا يسجل في تاريخه الشخصي ما يمكن أن يثير أسئلة الوطن والأمة في مسيرته.
أثناء قيادته للدائرة الثقافية في المنظمة، عمل عبد الله الحوراني على تنقية المشهد الثقافي الفلسطيني من الشوائب التي علقت به في المرحلة السابقة، وعمل على إعادة الاعتبار لاولئك المغيبين عن المشهد لاي سبب كان، وفي زمن قيادته تم توزيع درع القدس على عدد كبير من المثقفين الفلسطينيين والعرب الذين انتموا لفلسطين وقضيتها.
مارس دور وزير الثقافة ووزير الإعلام في منظمة التحرير قبل أن يتم تأسيس السلطة الفلسطينية، ويملك من أوراق الوعي ما يؤهله لأن يكون مشاركاً فاعلاً في قيادة المشهد وإعادة الاعتبار لروح ثقافة الأمة التي غيبتها الغوغاء.
عبد الله الحوراني، الذي تنقل بين غزة والقاهرة وعمان ودمشق وبيروت وبغداد وتونس، كان يملك واحداً من أعلى الأصوات المناهضة للعدوان على العراق واحتلاله، وقاد من غزة اللجنة الشعبية الفلسطينية لنصرة العراق.
خرج أبو منيف عن صمته، ونشر على الملأ تفاصيل علاقته الشخصية بالرئيس صدام حسين، في الوقت الذي توارى فيه كثيرون خلف جبال من الصمت، وسعى من موقعه لتشكيل لجنة اعلامية داعمة لهيئة الدفاع عن الرئيس صدام ورفاقه.
موقفه القومي العروبي الواضح جعل منه مرجعية ونقطة لقاء عند مختلف القوى السياسية الفلسطينية، غير أنه لم يغلق أبوابه في وجه البسطاء من الناس، الذي يعرف جيداً أنهم لا يبدلون مواقفهم ولا يبدلون جلودهم أيضاً.
مثقف شامل، وسياسي لا يتردد في إعلان موقفه المبدئي حيال القضايا، مهما كان حجم تأثيرها، وبوصلته لا تخطئ مسارها وهو يعرف أن الأمة لا تجتمع على خطأ.
عبد الله الحوراني، نموذج للسياسي الفلسطيني والعربي الذي يقرأ خارطة الأشياء جيداً، ولذلك فان مواقفه وقراءته كانت تشكل مرجعية اطمئنان للناس الباحثين عن الحقيقة وسط هذا الركام من الخراب الواسع.
دخل مكاتب الملوك والرؤساء العرب، وجلس إلى موائدهم، تماماً مثل دخل بيوت الصفيح في المخيمات وشارك الفقراء همومهم.
بعد هزيمة حزيران عام 1967 قدم عبد الله الحوراني استقالته من وظيفته كمدير عام للإذاعة والتلفزيون في سورية، وكان قراره منسجماً مع قناعاته، فالمسؤول الذي قاد حملة التبشير بالنصر، لا يستطيع أن يقدم تبريرات للهزيمة.
رمز وطني فلسطيني، يطرق الجميع بابه حين تتأزم الأوضاع وتتشابك المواقف، وفي كل مرة ينحاز أبو منيف إلى ثوابت شعبه وأمته.
في رسائله التي نشرها بعد إحتلال العراق، كشف عبد الله الحوراني عن تفاصيل علاقته الشخصية مع الرئيس الشهيد صدام حسين التي بدأت مطلع الستينيات في القاهرة، حين كان الرجلان تجمعهما في ذلك الوقت عضويتهما في حزب البعث.
طبع قبل شهور كتابه عن فلسطين في فكر الرئيس جمال عبد الناصر، كما دفع للمطبعة مؤخراً كتابه عن فلسطين في فكر الرئيس الشهيد صدام حسين، ليصدر متزامناً مع ذكرى استشهاده، وظل أبو منيف حتى يومه الأخير يحمل هاجسه الكبير في إنجاز مشروع الجبهة القومية.
توفي في التاسع والعشرين من تشرين الثاني 2010، في ذكرى قرار تقسيم فلسطين.